# Арефьев, Артём Александрович
Артём Алекса́ндрович Аре́фьев (род. 17 июня 1984, Нижний Тагил, Свердловская область) — российский легкоатлет-паралимпиец (класс — T36), трёхкратный чемпион Летних Паралимпийских игр. Многократный чемпион мира и России, чемпион Европы. Заслуженный мастер спорта России.

## Биография
- Артём Александрович Арефьев родился 17 июня 1984 года в Нижнем Тагиле.
- Заниматься спортом начал в Екатеринбурге, в СДЮСШОР № 19. В 1999 году дебютировал в чемпионате России и завоевал бронзовую медаль в беге на 400 метров.
- Являлся одним из лучших студентов Уральского государственного педагогического университета[1].
- На Летних Паралимпийских играх в Афинах дважды поднимался на высшую ступень пьедестала[2].
- Через 4 года в Пекине завоевал золотую и серебряные медали[3].
- Тренируется под руководством заслуженного тренера России Бориса Геннадьевича Дворникова[4].

## Награды
- Награждён орденом Дружбы[5] и орденом Почёта[6].
- Медаль ордена «За заслуги перед Отечеством» II степени (10 сентября 2012 года) — за большой вклад в развитие физической культуры и спорта, высокие спортивные достижения на XIV Паралимпийских летних играх 2012 года в городе Лондоне (Великобритания)[7].
- Премия Федерации спортивных журналистов России «Серебряная лань» (2004)[8]